# 宮本撞擊坑
宮本撞擊坑（英語：Miyamoto）是位在火星子午線高原西方的撞擊坑；以日本天文學家宮本正太郎命名；直徑約 150 公里。

## 地質狀態
宮本撞擊坑的東北半部被認為是在水中形成，且包含有鐵以及硫化物礦物的岩石填滿，這些岩石可能來自於湖底或地下水系統。而在宮本撞擊坑西南半部的坑底則因為侵蝕造成這些因為水而形成的岩石被剝離，使可在最原始火星岩石中找到的黏土等其他礦物暴露出來。這個區域的年代被認為超過35億年，屬於諾亞紀；這個時代的火星表面可能有液態水，並且環境適合生物生存。
宮本撞擊坑曾被列為火星科學實驗室的降落候選地點之一。

## 火星科學實驗室
火星珍珠湾区中有幾处地點是美国宇航局下一辆火星探測車火星科學實驗室的登陸候選地點，宮本撞擊坑則是第 7 順位的候選地點。前 33 個候選地點包含拉尼混沌、被認為曾是一座湖泊的霍頓撞擊坑以及存在三角洲的埃伯斯瓦爾德撞擊坑。有大量的證據顯示宮本撞擊坑內曾有湖泊和河流。在當地發現黏土、氯化物、硫酸鹽以及铁氧化物等多種礦物。宮本撞擊坑的倒轉地形則是一種倒轉河道。下圖顯示了宮本撞擊坑內一條倒轉河道。倒轉河道是因為沉積物受到特定礦物膠結後而形成。這些河道的表面被侵蝕，接著整個區域都被沉積物覆蓋。當沉積物之後因為侵蝕而流失，這些河道仍然存在，因為硬化的物質較能抵抗侵蝕。
2010年1月發表的一篇論文中有一組科學家認為應該在宮本撞擊坑尋找生命的證據，因為坑內的倒轉河道和礦物都是古代曾經有水存在的證據。
火星科學實驗室的目的是為了尋找古代火星生命存在的證據。目前希望未來的任務可以將樣本從探測地點送回地球已測定是否有古代生命的遺跡。為了讓載具成功登陸，必須要有直徑約 12 英里的平坦圓形區域。地質學家希望能夠調查古代曾經是湖泊的地點，也許可以找到沉積岩層。

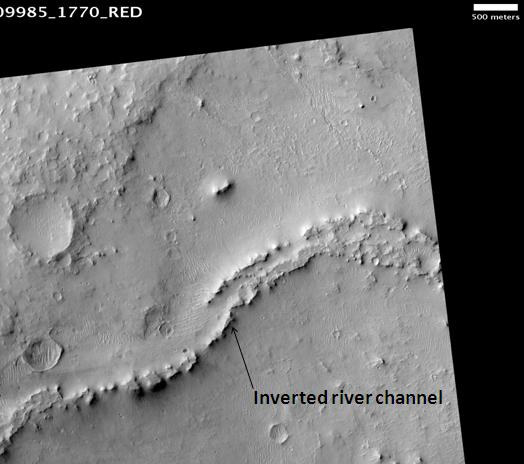
高分辨率成像科学设备拍攝的宮本撞擊坑內的倒轉河道。